# کوزا (استان اوپوله)
کوزا (به لهستانی:  Koza) یک روستا در لهستان است که در گمینا پولسکا تسرکیو واقع شده‌است.
 کوزا  ۶۱ نفر جمعیت دارد.